# Prunus fortunensis
Prunus fortunensis là loài thực vật có hoa trong họ Hoa hồng. Loài này được McPherson miêu tả khoa học đầu tiên năm 1988.